# Sīmet
Sīmet (persiska: سيمت, سيمَت) är en ort i Iran.   Den ligger i provinsen Mazandaran, i den norra delen av landet, 150 km öster om huvudstaden Teheran. Sīmet ligger 1 003 meter över havet och antalet invånare är 189.
Terrängen runt Sīmet är huvudsakligen bergig. Sīmet ligger nere i en dal. Runt Sīmet är det ganska glesbefolkat, med 34 invånare per kvadratkilometer. Närmaste större samhälle är Pol-e Sefīd, 11,3 km norr om Sīmet. Trakten runt Sīmet består i huvudsak av gräsmarker.